# Chivhu
Chivhu este un oraș din Zimbabwe.